# Iveco Crossway 10.8LE
Iveco Crossway 10.8LE – niskowejściowy autobus przeznaczony dla komunikacji miejskiej, produkowany od 2014 roku przez czeską firmę Iveco Czech Republic z miasta Vysoké Mýto.

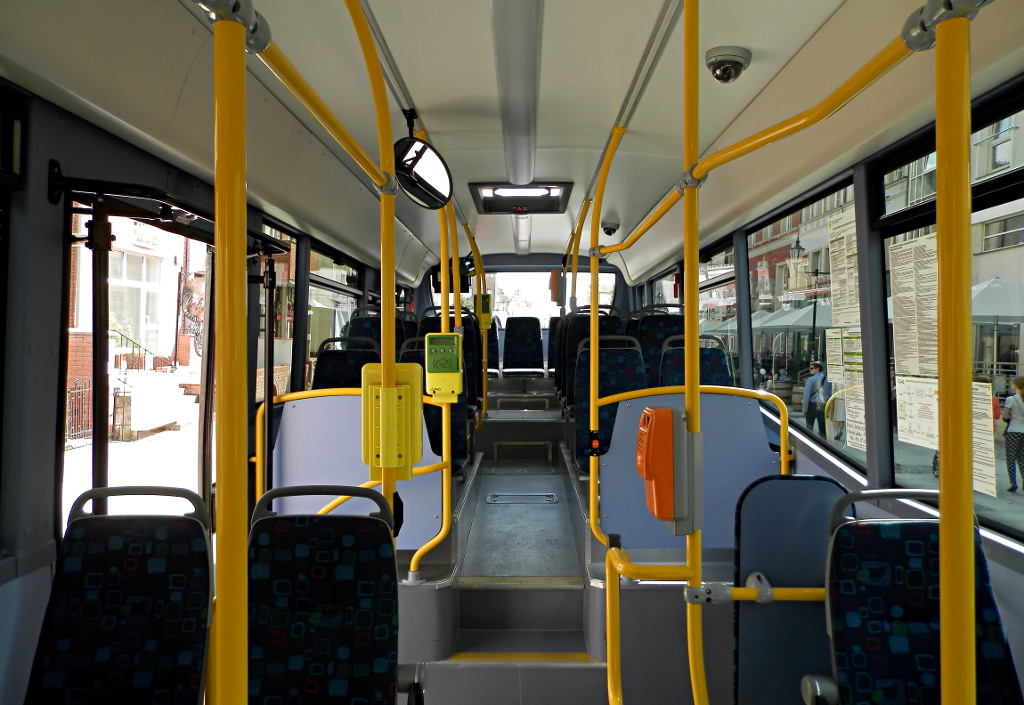
Wnętrze pojazdu

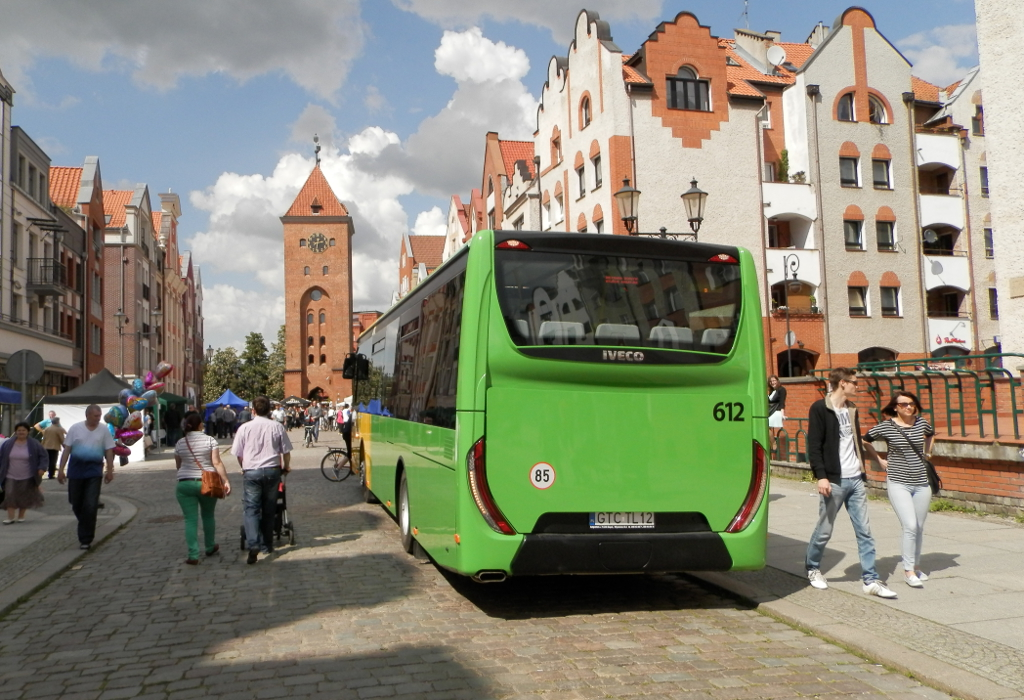
Tył pojazdu